# Александр (Калинин)
Патриа́рх Алекса́ндр (в миру Авде́й Диоми́дович Кали́нин; 25 ноября 1957, Волгоград) — епископ Русской древлеправославной церкви; с 9 мая 2000 года — предстоятель Русской древлеправославной церкви (Новозыбковского согласия). 3 марта 2002 года возведён в патриаршее достоинство с титулом «Святейший Древлеправославный Патриарх Московский и всея Руси».

## Биография
Родился 25 ноября 1957 года в Волгограде в старообрядческой семье. Брат его деда — Аристарх (Калинин) был в течение многих лет секретарём Русской древлеправославной церкви, а с 1996 по 2000 гг. — Архиепископом, первоиерархом РДЦ, отец Аристарха — Архиепископ Иоанн (Калинин) — был первоиерархом РДЦ с 1944 по 1956 гг. Архиепископ Иоанн фактически восстановил беглопоповскую иерархию после потрясений 1930—1940-х гг. Во время боёв за Сталинград он чудом выжил, находясь в подвале собственного дома. С тех пор авторитет семьи Калининых среди беглопоповцев был чрезвычайно высок.
В 1977 году Авдей Калинин окончил Волгоградский техникум железнодорожного транспорта. После прохождения срочной воинской службы некоторое время являлся инженерно-техническим работником в Волгограде.
В 1980 поступил в Московскую духовную семинарию, что было возможно благодаря новой политике Московского Патриархата в отношении старообрядцев, согласно которой, в частности, представители старообрядческих согласий на льготных условиях учились бы в Московских и Ленинградских духовных школах. Окончил четырёхлетнюю программу за 3 года и в том же году поступил в Московскую духовную академию.
С 1 сентября 1983 года в течение почти 13 лет был личным секретарём Древлеправославного Архиепископа Геннадия (Антонова).
В 1986 году окончил с отличием Московскую духовную академию, получив степень кандидата богословия за диссертацию на тему «Святой митрополит Киприан. Жизнь и литературное творчество».
11 января 1987 был пострижен в иночество с именем Александр.
14 января 1987 года рукоположён во иеродиакона, 19 января возведён в сан архидиакона, 6 декабря 1987 рукоположён в сан священноинока.
В октябре 1988 года по его инициативе в Русской древлеправославной церкви состоялась канонизация в лике святых мучеников протопопа Аввакума Петровича (†1682) и других представителей старообрядчества, пострадавших в XVII веке.
В 1990 году благодаря инициативе иеромонаха Александра (Калинина) в городе Новозыбкове было открыто Высшее древлеправославное духовное училище, которое он возглавил в должности ректора. Привлёк в училище в начале 1990-х годов много молодёжи, которая впоследствии, став священниками и епископами, образовала костяк РДЦ.
15 апреля 1992 года он был назначен игуменом Свято-Троицкого мужского общежительного монастыря, расположенного в посёлке Каменка Злынковского района Брянской области. 21 сентября того же года игумен Александр был возведён в сан священноархимандрита.

### Епископское служение
На Освященном соборе 7—8 февраля 1996 года архиепископом Новозыбковским Аристархом (Калининым) и епископом Гомельским Варнавой (Едигаревым) был хиротонисан во епископа Брянско-Злынковского.
В июне 1996 года Собором епископов был назначен помощником Древлеправославного Архиепископа Аристарха (Калинина) и переведён на Московскую архиерейскую кафедру. После этого фактически стал управляющим делами Архиепископии. В его ведении находилась все внешние контакты.
В 1996 году во время предвыборной гонки Б. Н. Ельцина он принял участие в кампании, выступив по радио с призывами разобраться с «красно-коричневой» патриотической чумой.

### Предстоятель
На Освящённом Соборе Русской древлеправославной церкви, проходившем 7 мая 2000 года, епископ Александр (Калинин) был избран Древлеправославным Архиепископом Новозыбковским, Московским и всея Руси. 9 мая 2000 года совершилась интронизация новоизбранного Архиепископа Александра Новозыбковского, Московского и всея Руси.
На Освящённом Соборе Русской древлеправославной церкви, проходившем 16—19 августа 2000 года, было принято решение о переносе кафедры Предстоятеля из Новозыбкова в Москву. В связи с этим преобразованием был утверждён титул Предстоятеля — «Древлеправославный Архиепископ Московский и всея Руси».
На Освящённом Соборе Русской древлеправославной церкви, проходившем 28 февраля — 3 марта 2002 году был учреждён чин патриаршества, в связи с чем 3 марта 2002 года возведён в патриаршее достоинство с присвоением титула — «Святе́йший Древлеправосла́вный Патриа́рх Моско́вский и всея Руси́».
Избрание Александра Патриархом фактически лишь усугубило атмосферу изоляции, которая всегда отличала РДЦ как конфессию, и ознаменовало подрыв некогда почти безупречных отношений с Московским Патриархатом, а также не было признано другими старообрядческими согласиями.
Его трудами количество приходов РДЦ увеличилось в несколько раз и достигло 70 к концу 2003 года.
17—20 октября 2008 года возглавил официальный богословский диалог с представителями митрополии Месогеи и Лавреотики Истинно-Православной Церкви Греции, также известной как «кириковская ветвь матфеевской иерархии».
26 декабря 2012 года в Московской Митрополии на Рогожском состоялась его встреча с предстоятелем Русской православной старообрядческой церкви Митрополитом Корнилием. Патриарха Александра сопровождали епископ Сибирский Сергий (Попков) и протоиерей Андрей Марченко, со стороны Московской Митрополии во встрече приняли участие епископ Ярославский и Костромской Викентий (Новожилов), протоиерей Леонтий Пименов, иерей Алексий Лопатин, протодиакон Виктор Савельев.

## Награды
- Медаль ордена «За заслуги перед Отечеством» II степени (28 декабря 2000 года) — за большой вклад в укрепление гражданского мира и возрождение духовно-нравственных традиций[7].